# Saddil Ramdani
Saddil Ramdani (ur. 2 stycznia 1999 w Raha) – indonezyjski piłkarz, występujący na pozycji napastnika w malezyjskim klubie Sabah FA oraz w reprezentacji Indonezji. Uczestnik Pucharu Azji 2023 i Igrzysk Azjatyckich 2018.

## Statystyki

### Klubowe
Na podstawie:
| Klub             | Sezonów | Liga                   | Liga  | Liga   | Puchar | Puchar | Kontynentalne | Kontynentalne | Suma  | Suma   |
| Klub             | Sezonów | Liga                   | Mecze | Bramki | Mecze  | Bramki | Mecze         | Bramki        | Mecze | Bramki |
| ---------------- | ------- | ---------------------- | ----- | ------ | ------ | ------ | ------------- | ------------- | ----- | ------ |
| Persela Lamongan | 2       | Indonesia Super League | 30    | 4      | 0      | 0      | –             | –             | 30    | 4      |
| Pahang FA        | 1       | Malaysia Super League  | 21    | 2      | 1      | 0      | –             | –             | 22    | 2      |
| Bhayangkara FC   | 1       | Indonesia Super League | 3     | 0      | 0      | 0      | –             | –             | 3     | 0      |
| Sabah FA         | 3       | Malaysia Super League  | 52    | 14     | 8      | 1      | 6             | 0             | 66    | 15     |
|                  | Łącznie | Łącznie                | 106   | 20     | 9      | 1      | 6             | 0             | 121   | 21     |

### Reprezentacyjne
Na podstawie:
| Gole w reprezentacji | Gole w reprezentacji | Gole w reprezentacji | Gole w reprezentacji | Gole w reprezentacji | Gole w reprezentacji | Gole w reprezentacji | Gole w reprezentacji         |
| Lp.                  | Data                 | Miasto               | Przeciwnik           | Wynik                | Gole                 | Inne                 | Rozgrywki                    |
| -------------------- | -------------------- | -------------------- | -------------------- | -------------------- | -------------------- | -------------------- | ---------------------------- |
| 1.                   | 14.06.2022           | Al-Ardija            | Nepal                | 7:0 (2:0)            | 55'                  | 73'                  | Eliminacje Pucharu Azji 2023 |
| 2.                   | 21.11.2023           | Manila               | Filipiny             | 1:1 (1:0)            | 70'                  | 15'                  | Eliminacje MŚ 2026           |

## Sukcesy
Na podstawie:

### Reprezentacyjne
- III miejsca na Igrzyskacg Azji Południowo-Wschodniej 2021
- Zwycięzca Mistrzostw AFF U-23 2019